# Notocitellus
Notocitellus és un gènere de rosegadors de la família dels esciúrids que conté dues espècies oriündes de Mèxic. Tenen una llargada corporal de 28-48 cm, amb una cua de mida comparable que és prima i recorda més les cues dels esciürinis que les dels altres xerins. Les orelles mesuren 14-18 mm i les potes posteriors 38-64 mm.
Les dues espècies d'aquest gènere tenen el dors amb taques de color gris negrenc. El seu pelatge és bast en comparació amb els pèls suaus d'altres espècies de xerins. Tenen el cos llarg i esvelt.